# 孙中华
孙中华（1957年7月—），男，汉族，山东莱阳人，中华人民共和国政治人物。曾任中华人民共和国农业部总农艺师。